# Kamieniec (Białoruś)
Kamieniec (również Kamieniec Litewski, biał. Ка́менец, Kamieniec bądź Камяне́ц) – miasto w zachodniej Białorusi (obwód brzeski), stolica rejonu kamienieckiego, liczące 8,4 tys. mieszkańców (2010). Ośrodek rozwoju przemysłu spożywczego oraz centrum strefy rekreacyjnej.
Miasto królewskie ekonomii brzeskiej położone było w końcu XVIII wieku w powiecie brzeskolitewskim województwa brzeskolitewskiego. Miejsce obrad sejmików ziemskich powiatu wileńskiego przeniesionych tu z Wilna na czas okupacji rosyjskiej w 1659 roku. W latach 1921–1939 w II Rzeczypospolitej.

## Historia

### Kalendarium
Gród wybudowano na trakcie z Grodna do Brześcia oraz Krakowa do Wilna. W XII wieku tereny te zajęli piastowscy książęta Leszek Biały i Konrad mazowiecki. Następnie objęli go we władanie bracia dobrzyńscy.
- 1276 – założenie grodu przez księcia włodzimierskiego Włodzimierza Wasylewicza
- 1240/41 – gród niszczą Tatarzy
- 1276-1288 – budowa murowanej wieży przez księcia Włodzimierza Wasylewicza
- ok. 1319 – gród stał się częścią Wielkiego Księstwa Litewskiego.
- 1340 – gród zajął król polski Kazimierz Wielki. Gród w 1366 r. został oddany księciu litewskiemu Olgierdowi Giedyminowiciowi. Następnie objął go we władanie książę litewski Witold.
- 1373 – najazd wojsk zakonu krzyżackiego
- 1375 – najazd wojsk zakonu krzyżackiego
- 1379 – najazd wojsk zakonu krzyżackiego pod dowództwem komtura Bałgi Teodoryka von Elner
- 1382 – gród zajmuje książę mazowiecki Janusz I Starszy jako wiano swojej żony
- 1383 – Kamieniec w rękach Jagiełły.
- 1384 – gród oddano w ręce księcia Witolda
- 1390 – gród po odebraniu go sprzymierzonemu z Zakonem Krzyżackim Witoldowi, Władysław Jagiełło oddaje w ręce rycerza Zyndrama z Maszkowic
- 1413 – stolica powiatu w województwie trockim
- 1500 – nieskuteczne oblężenie Tatarów pod wodzą chana Mengli Gireja
- 1518 – nadanie praw miejskich przez króla Zygmunta I Starego.
- 1520 – włączenie do województwa podlaskiego
- 1566 – wyłączenie z województwa podlaskiego i włączenie do województwa brzeskiego
- 1569 – po unii lubelskiej miasto w Rzeczypospolitej Obojga Narodów, w województwie brzeskim
- 1661 – sejm po zniszczeniu miasta podczas wojny polsko-moskiewskiej, zwalnia miasto na 4 lata z podatków.
- 1723 – zbudowano drewniany dwuwieżowy kościół parafialny
- 1795 r. – III rozbiór Polski, Kamieniec włączony do Rosji (zabór rosyjski)
- 11 lutego 1919 – miasto zostało zajęte przez polską piechotę z grupy gen. Listowskiego[5].
- 1921–1939 Kamieniec w II Rzeczypospolitej
- 1939-1941 – okupowany przez ZSRR, wywózki Polaków
- 1941-1944 okupowany przez Niemcy, zagłada ludności żydowskiej
- 1945-1991 – w Białoruskiej SRR
- Od 1991 roku na terytorium Białorusi.

### Dzieje Kamieńca
Podczas badań archeologicznych odkryto, że w X – XI w. na wysokim brzegu rzeki Leśnej istniała osada. Właśnie tu w 1276 roku włodzimierski książę Włodzimierz Wasylewicz chcąc wzmocnić granice swojego księstwa założył miasto Kamieniec. Głównym punktem obrony była Baszta Kamieniecka (zwana Białą Wieżą). Jednak wkrótce Kamieniec został zdobyty i spalony przez księcia drohickiego. Dopiero podpisanie porozumienia między księciem litewskim Olgierdem i Kazimierzem Wielkim w 1366 r. pozwoliło na włączenie miasta w skład Wielkiego Księstwa Litewskiego, gdzie było ono ośrodkiem ziemi kamienieckiej w województwie podlaskim (w latach 1520-1566), a następnie należało do województwa brzeskolitewskiego.
Rozkwit miasta przypadł na wiek XVI, kiedy przez Kamieniec prowadził ważny szlak handlowy z Krakowa do Wilna. W 1503 r. miasto otrzymało prawa magdeburskie oraz herb (srebrzysta wieża na niebieskiej tarczy).

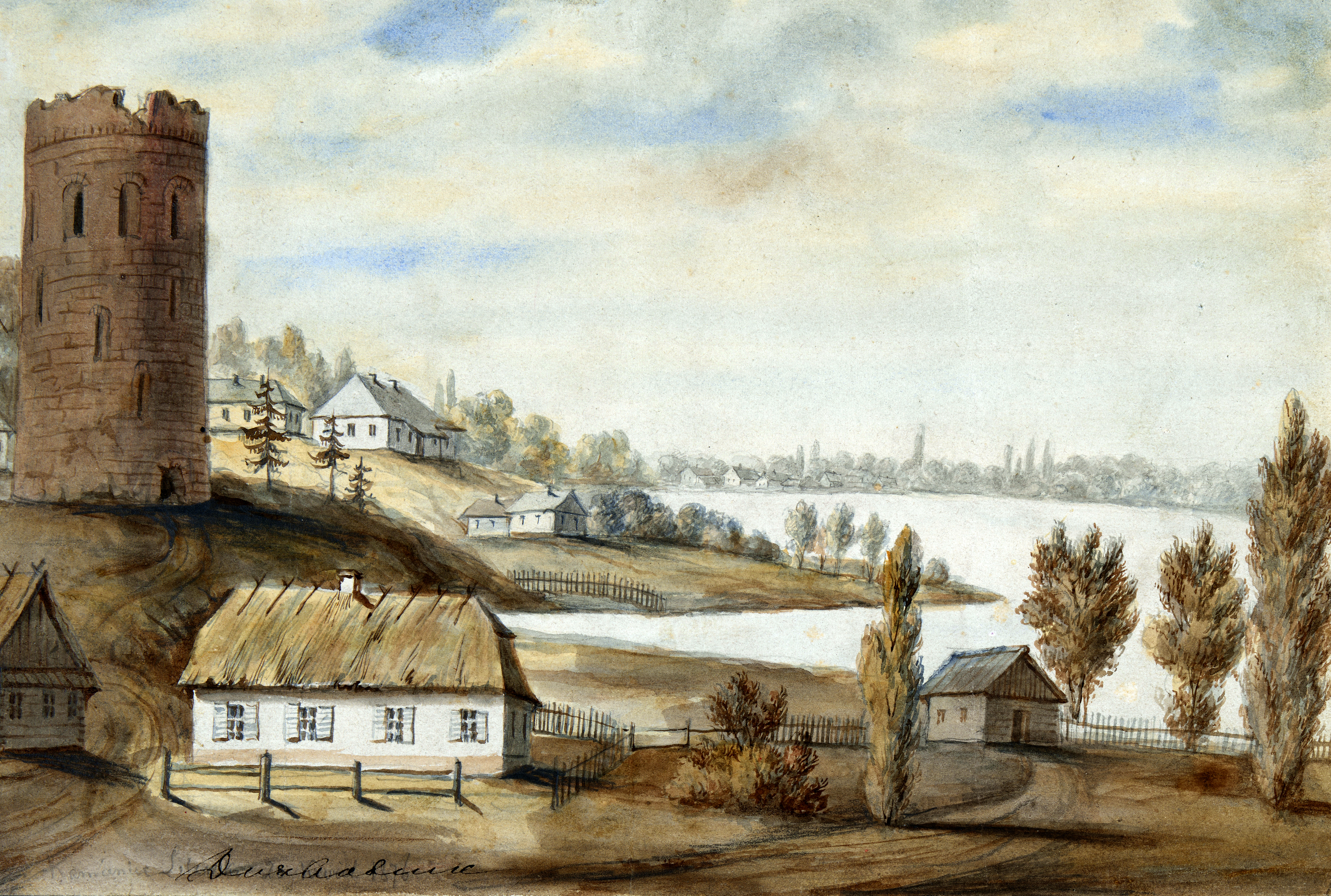
Kamieniec w XIX wieku (Napoleon Orda)

W połowie XVII w. wojny, a także zmiana kierunku szlaków handlowych doprowadziły do upadku Kamieńca. Zanim to jednak nastąpiło, w mieście powstał zespół zamkowy zbudowany z inicjatywy Radziwiłłów.
Po trzecim rozbiorze Rzeczypospolitej Kamieniec został przyłączony do Rosji, a jego nazwa została zmieniona na Kamieniec Litewski. Brak linii kolejowej sprawił, że Kamieniec utracił na znaczeniu, sprowadzono go do roli małego miasteczka w powiecie brzeskim. Jego status nie zmienił się również w okresie międzywojennym pod rządami polskimi. Dopiero utworzenie rejonu kamienieckiego w 1940 roku tchnęło nowe życie w miasto.
Za II Rzeczypospolitej miejscowość była siedzibą gminy Kamieniec Litewski.
W rocznicę 700-lecia powstania miasta w Kamieńcu wzniesiono pomnik jego założyciela – księcia Włodziemierza Wasylkowicza. Było to bardzo nietypowe wydarzenie dla radzieckiej Białorusi, w której pomniki najczęściej stawiano przywódcom komunistycznym.

## Zabytki

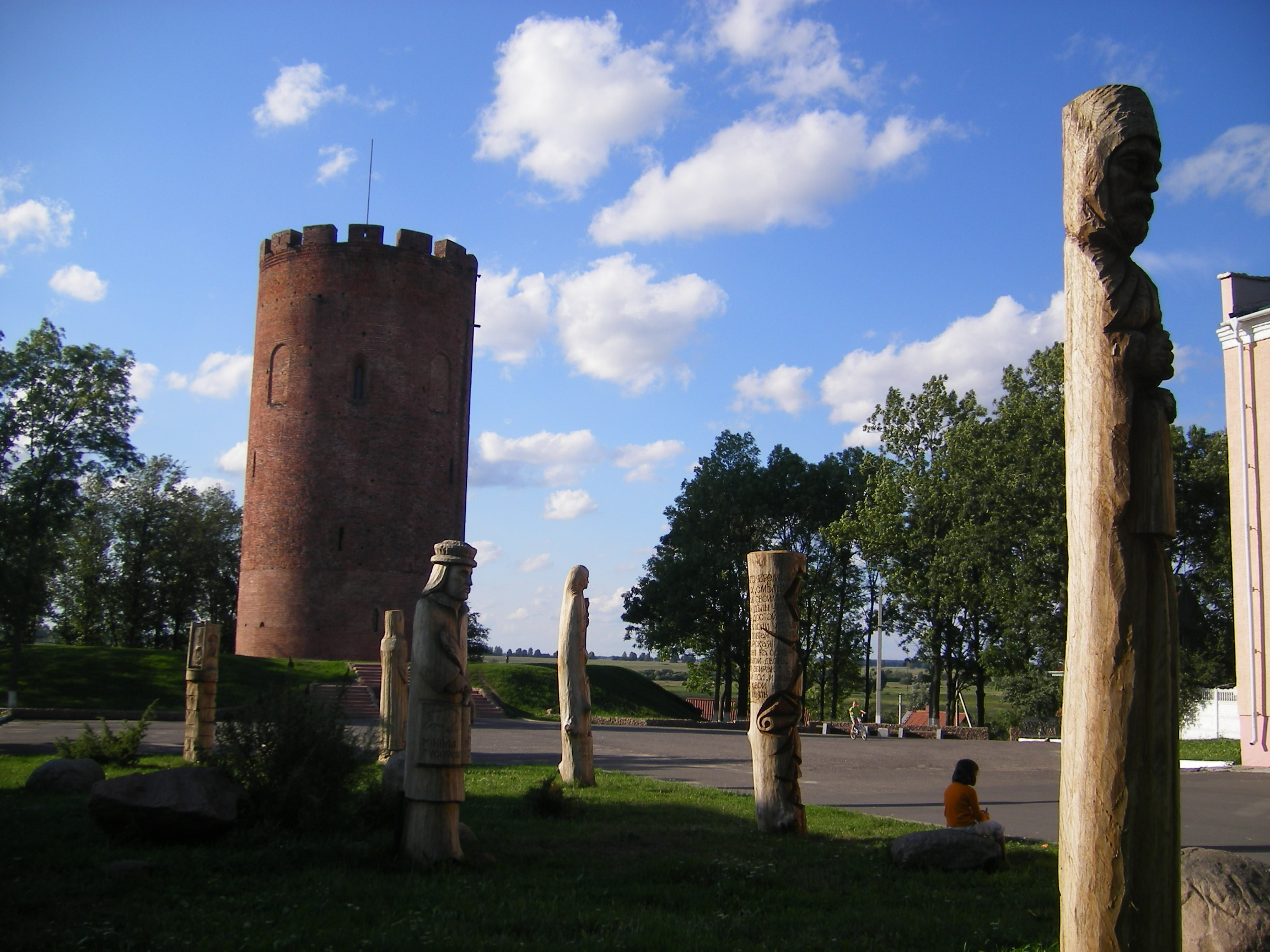
Wieża w Kamieńcu

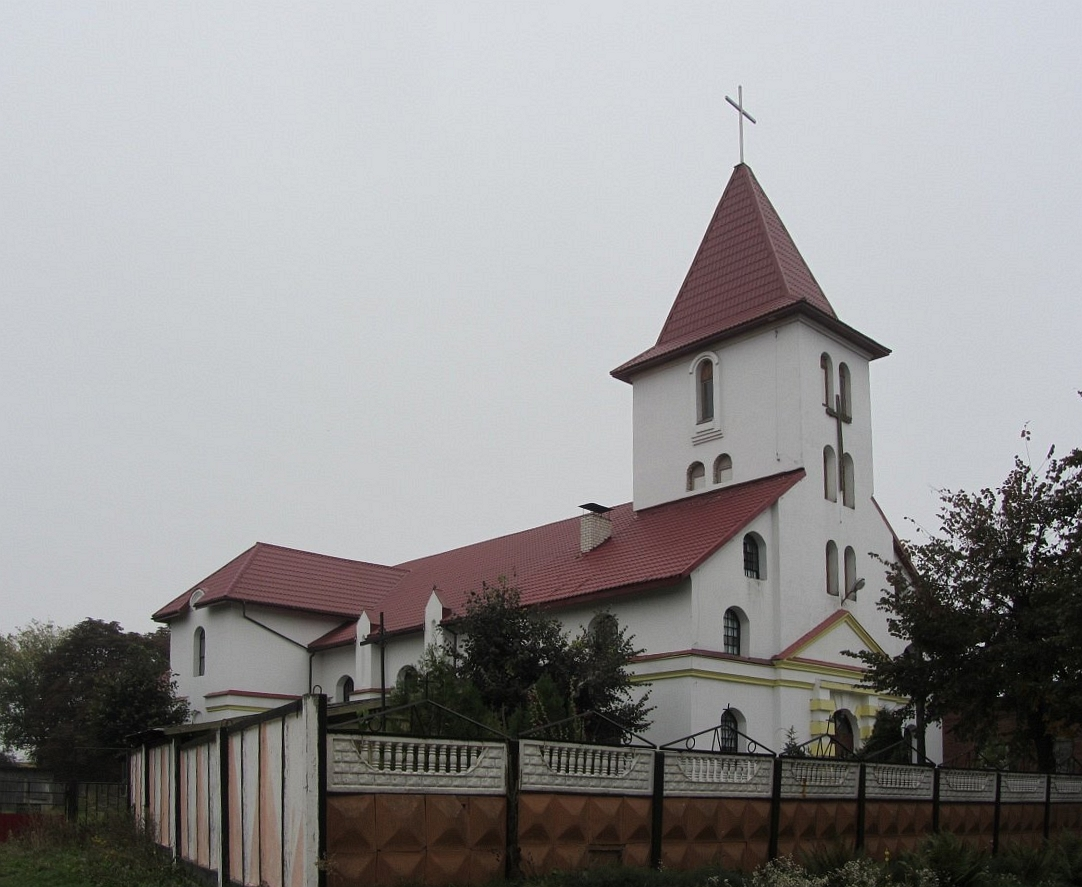
Kościół św. Piotra i Pawła

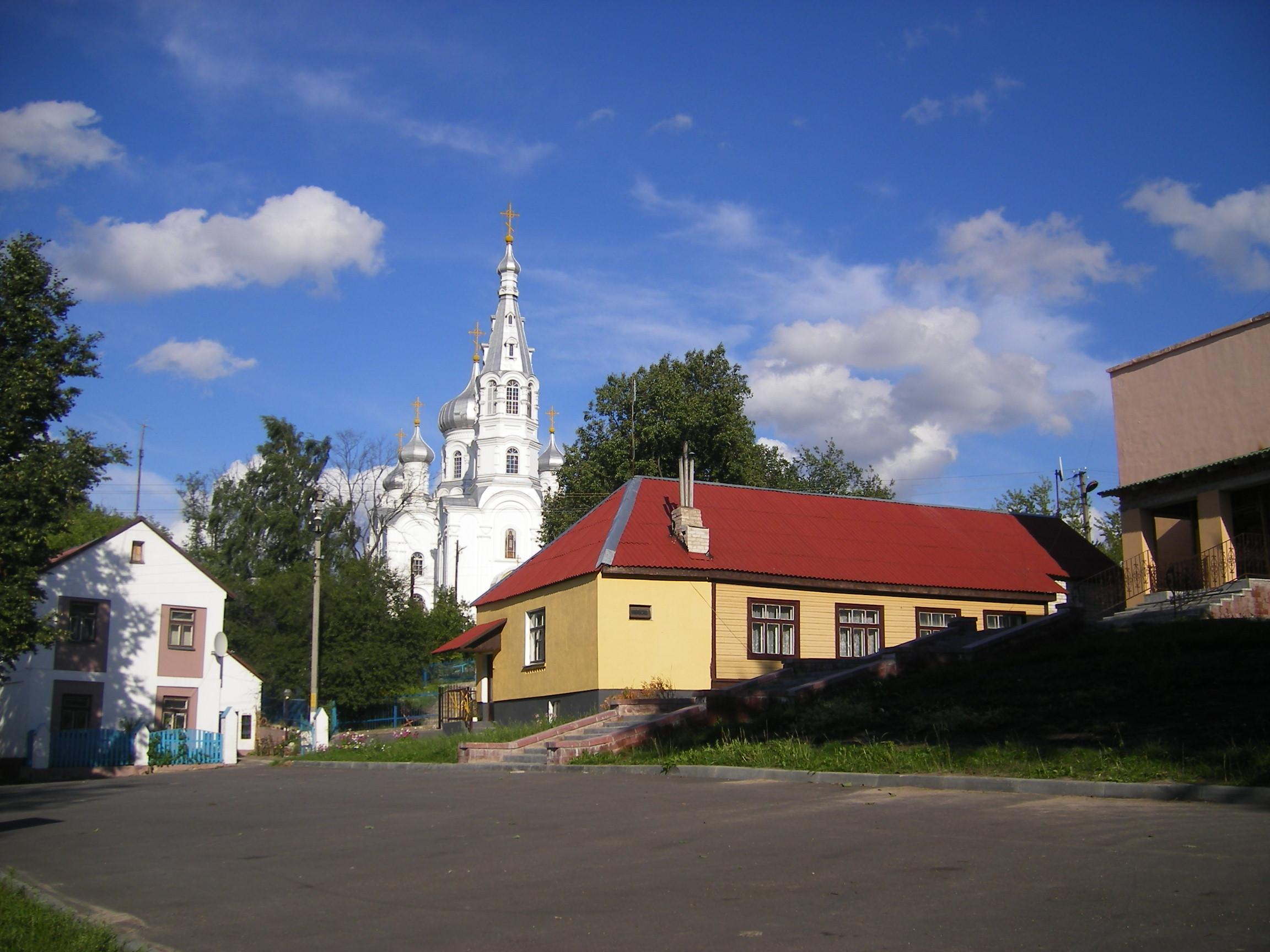
Cerkiew św. Szymona z 1914

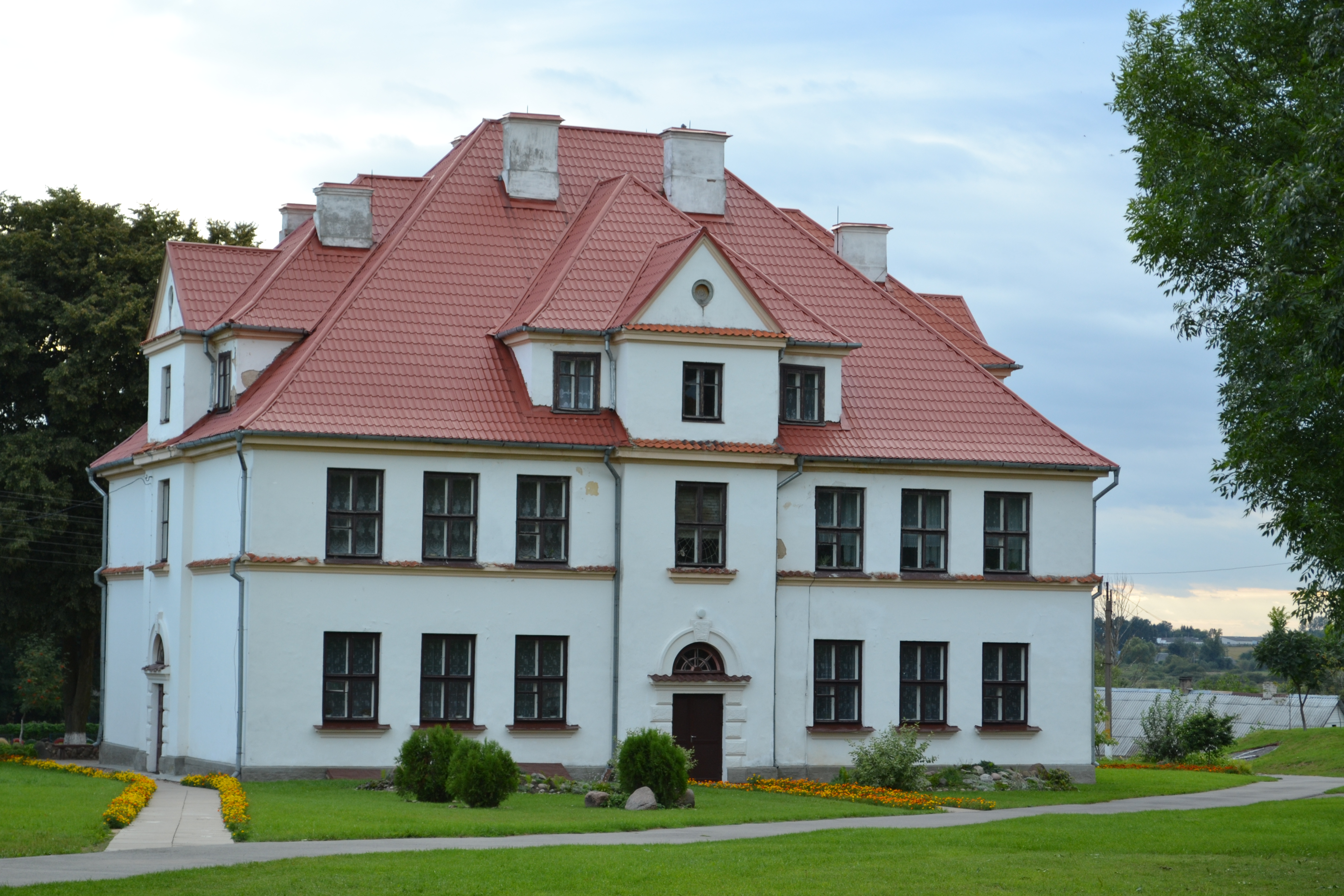
Gmach gimnazjum z 1931

- Wieża zamkowa – wieża zamkowa z końca XIII w. pierwotnie otoczona palisadą. Do zamku, według lustracji, wjeżdżało się przez bramę krytą darnicami, przez most ponad fosą. Na dziedzińcu wokół wieży, znajdował się dwór drewniany z oficyną i budynkiem kuchni i piekarni. W obrębie drewnianego zamku znajdowała się też stajnia, druga oficyna, budynek gubernatorski i spichlerz. Wszystkie te budynki, poza wieżą, były drewniane. Wieża budowana była w latach 1271-88 przez budowniczego Aleksego, z rozkazu księcia wołyńskiego Włodzimierza Wasilkowicza, w 1903 roku została odnowiona. Wieża jest budowlą wzniesioną z czerwonej cegły na planie koła o średnicy 13,5 m, o grubości ścian 2,5 m i wysokości 30 m. Wieńczy ją masywny krenelaż, a jej ściany przebite są nielicznymi wysokimi i wąskimi strzelnicami. Zachowały się pozostałości nakrywającego wieżę żebrowanego sklepienia, na którym od zewnątrz opierała się niegdyś drewniana galeria służąca do obrony. Wnętrze budowli podzielone było za pomocą drewnianych pomostów na pięć kondygnacji. Poczynając od trzeciej kondygnacji, w górę wiodą ceglane schody wewnątrz murowanej ściany. Wieża ma cechy charakterystyczne dla stylu romańskiego i wczesnogotyckiego. Pełniła funkcje baszty głównej (donżonu) – najbardziej ufortyfikowanej części zamku. Wieża stoi nad rzeką Leśną na wzgórzu, na którym istniał niegdyś gród obronny otoczony wałami i drewnianymi ścianami obronnymi. Gród, należący początkowo do księstwa wołyńskiego, na początku XIII wieku został opanowany przez Litwinów. Oparł się krzyżackim napadom w latach 1373, 1375 i 1379, które spustoszyły ziemię brzeską. W 1382 roku został zdobyty przez wojska księcia Janusza Mazowieckiego, a w rok później odzyskał go litewski książę Władysław Jagiełło. W 1390 roku Jagiełło ponownie skutecznie oblegał Kamieniec opanowany przez skłóconego z nim Witolda. Otaczający wieżę gród z czasem przekształcił się w drewniany zamek. W 1500 roku bezskutecznie atakowała go konnica tatarskiego chana Mengli Gireja. Zamek został zniszczony podczas wojny polsko-moskiewskiej w latach 1654-67. Odbudowano go jednak później, bo istniał jeszcze w 1771 roku, a jego resztki przetrwały do początku XIX wieku. Podczas prac restauracyjnych w 1903 roku wokół wieży usypano okrągły wał umocniony kamieniami. W wieży znajduje się obecnie założone w 1960 roku muzeum krajoznawcze. Jest ona jedynym na Białorusi zabytkiem architektury militarnej XIII wieku. Według legendy, to właśnie od tej wieży przyjęła swą nazwę Puszcza Białowieska, sięgająca niegdyś pod Kamieniec i podlegająca jurysdykcji tutejszych namiestników książęcych. Jednak bardziej prawdopodobne jest, że nazwa puszczy pochodzi od dworku myśliwskiego królów polskich Białowieża.

- Kościół św. Piotra i Pawła – Kościół św. Piotra i Pawła z 1925 r. Kościół murowany. Do 1990 r. był zaniedbany, ale po powrocie do katolickiej diecezji (dekanat brzeski, Diecezja pińska) znów zaczął pełnić funkcję sakralną.
- Cerkiew św. Szymona Słupnika z 1914 roku w stylu bizantyjsko-rosyjskim
- Gimnazjum z 1931 roku
- Cmentarz katolicki
- budynek Jesziwy Talmud Kneset Beit Icchak z 1932 roku, przebudowanej na Dom Kultury, Brzeska 21

## Urodzeni w Kamieńcu
- Michał Franciszek Karpowicz – polski duchowny katolicki, kaznodzieja, poeta, członek Zgromadzenia Misji, członek Rady Narodowej Litewskiej, uczestnik insurekcji kościuszkowskiej[6][7].